# SK서린빌딩
SK서린빌딩(영어: SK Building)은 서울특별시 종로구 종로 26 (종로동)에 위치한 마천루이다. 1992년 9월에 착공하여 1999년 11월에 완공하였다. 완공 후 SK그룹 등 SK 계열사의 입주가 시작되었다. 낙산보다 높게 짓는 것을 2000년대 이후 제한하고 있다.

## 역사
1992년 9월에 착공하였으며, 1995년에 지상 25층, 지하 7층으로 건축승인을 받았다가 36층으로 변경하였다. 1997년에 20% 공정률을 보이고 있으며, 1999년 11월에 완공하였다. 완공 후 종로구에서 가장 높은 마천루가 되었다. SK그룹이 서린동 사옥에 입주했다. 2005년 1월 31일 SK커뮤니케이션즈이 서린동으로 사옥 이전을 완료했다.
2018년에 들어 SK서린빌딩 리모델링 공사를 시작한다고 한다. 타 기업처럼 사무실을 탈바꿈한다고 한다. SK 본사는 열린 공간으로 바뀐다고 한다. 7월 리모델링 공사를 목표로 하고 있다. 9월 17일 20년만에 리모델링을 한다고 한다. 리모델링 공사가 시작되었고 2019년에 완료했다. 

## 설계
세계적으로 유명한 독일계 미국인 건축가 루트비히 미스 판 데어 로에(Ludwig Mies van der Rohe)의 영향을 받은 건축가 김종성이 설계하였으며, 그래서 그 외양이 미스 판 데어 로에(Mies van der Rohe)가 설계한 미국 뉴욕 시 소재 시그램 빌딩(Seagram Building)과 비슷하다고 알려져 있다. SK그룹은 SK서린빌딩 외에도 SKT타워, SK남산빌딩 등 수도권 여러 곳에 계열사들을 위한 사옥을 확보하고 있다.

## 높이
지붕 높이는 160m이고 지상 36층, 지하 7층, 옥탑 2층이다. 현재 종로구에서 가장 높은 마천루이다. 관철동에 위치한 31빌딩(31층, 114m)보다 높다. 31빌딩(31층, 114m) 완공 당시 종로구에서 가장 높았는데 SK서린빌딩(36층, 160m)이 완공된 후 종로구에서 가장 높은 마천루가 되었다.

## 특징
이 건물에는 SK 로고가 있다. 외부마감은 알루미늄 하니컴 패널, 커튼월이다. 구조는 철골은 철근콘크리트구조다. 용도는 제2종 근린생활 시설, 업무시설이다. 기업설명회, 실적설명회가 열리기도 한다. 리모델링 완료 후에는 열린 공간으로 바뀌었다. 20층과 21층에는 계단식 홀이 있다. 투자 자산인 SK리츠는 SK 본사하면 떠오르는 마천루가 맞다.

## 내부 시설
SK서린빌딩의 내부 시설이다.
| 층수                | 시설             |
| ------------------- | ---------------- |
| 22층 ~ 35층         | 업무시설(고층부) |
| 2층 ~ 21층          | 업무시설(저층부) |
| 1층                 | 로비             |
| 지하 7층 ~ 지하 2층 | 지하주차장       |

## 갤러리

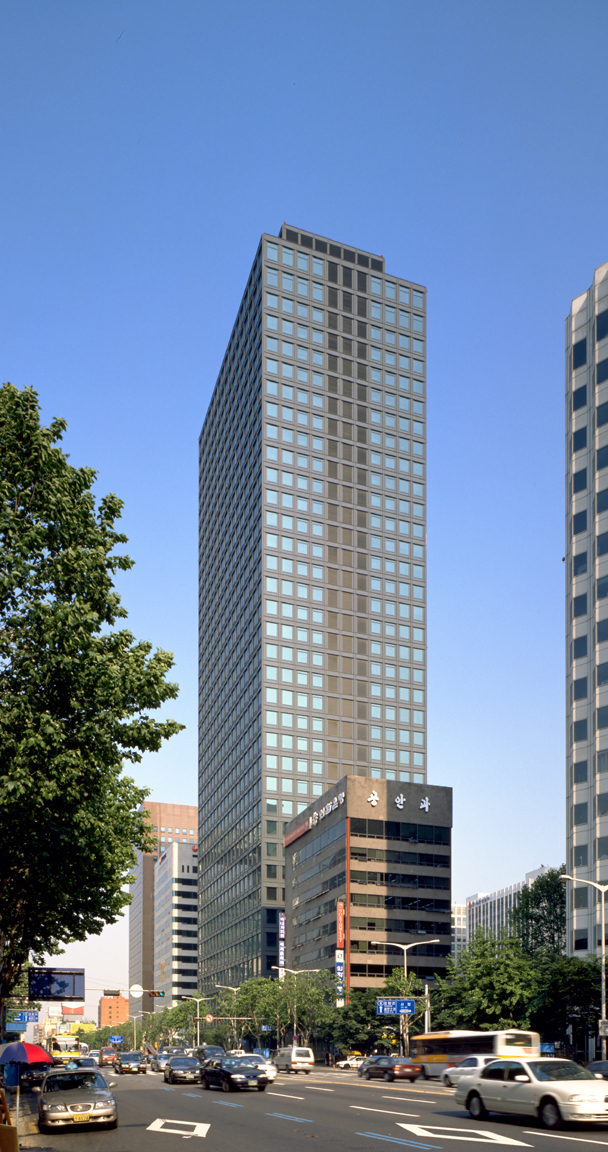
2002년
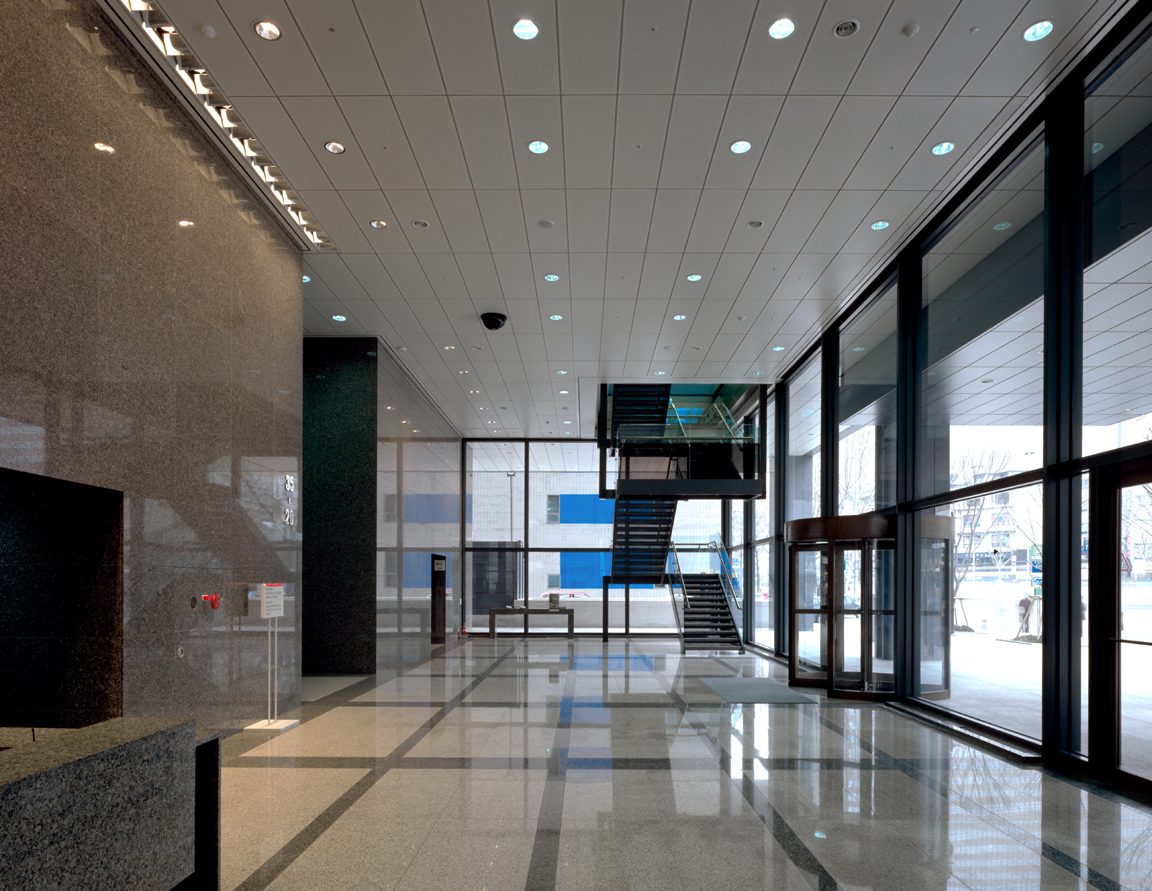
2002년
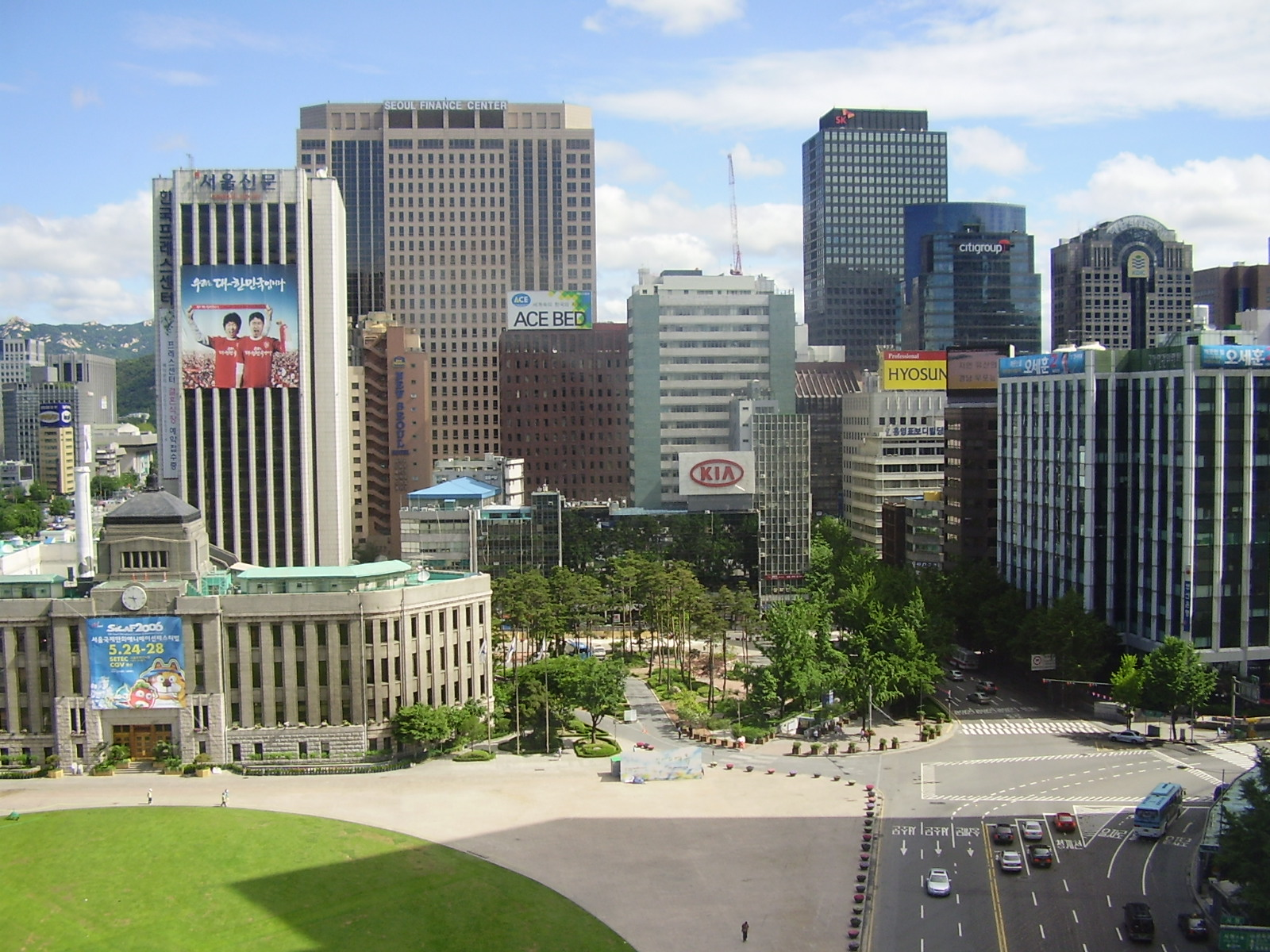
2006년
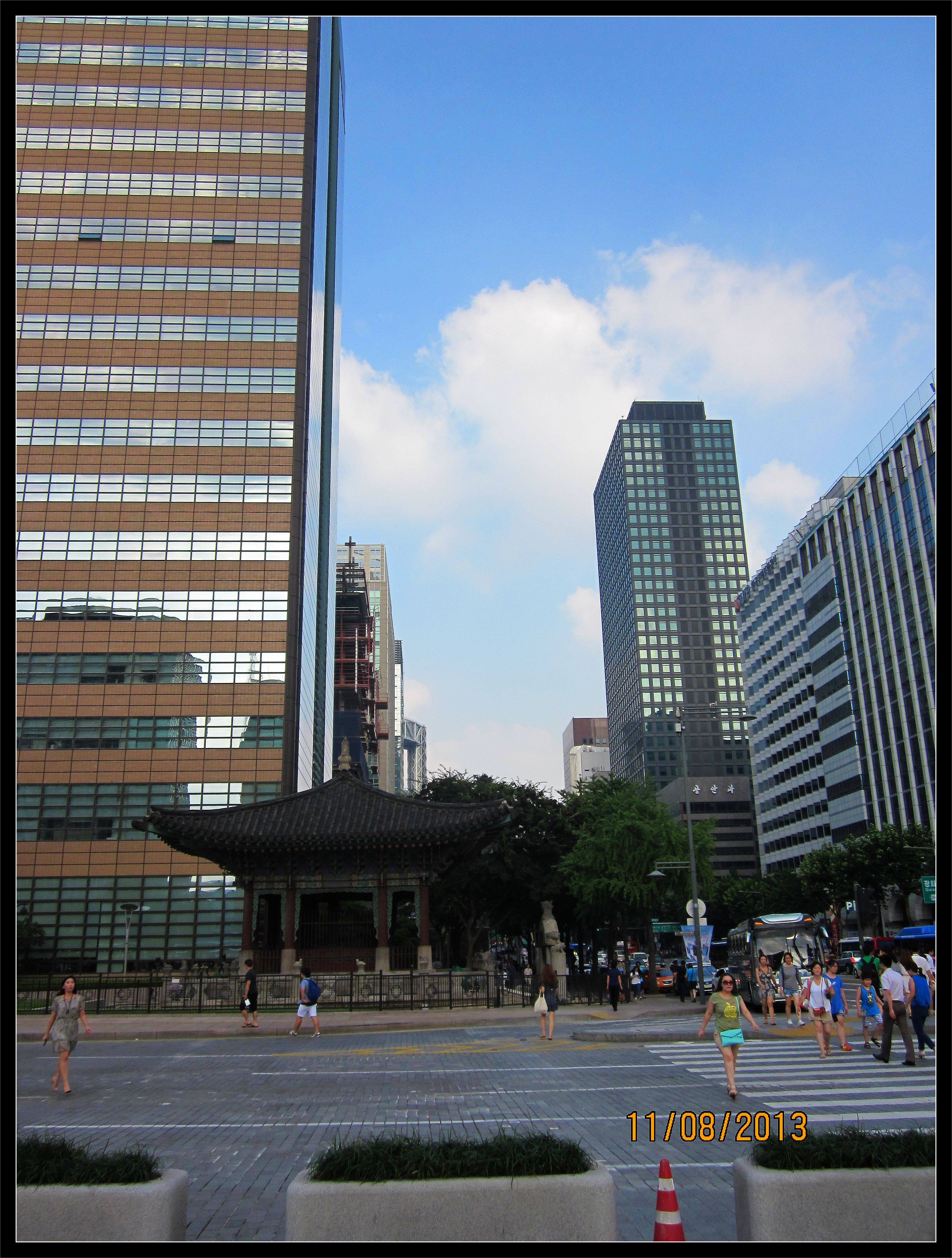
2013년

## 같이 보기
- 서울특별시의 마천루 목록
- 서울 종로구의 마천루 목록